# 尼克·菲爾赫弗
尼克·菲爾赫弗（荷蘭語：Nick Viergever；1989年8月3日—）是荷蘭的一位足球運動員，在場上司職後衛。他現在效力於荷兰足球甲级联赛球隊烏德勒支。他是在2014年從AZ轉會至阿賈克斯的。

## 外部連結
- Voetbal International profile （页面存档备份，存于） （荷兰文）
- Holland stats at OnsOranje （荷兰文）